# 도온시
도온시(일본어: 東温市)는 일본 에히메현에 있는 시이다. 2004년 9월 21일에 온센군 시게노부정·가와우치정이 합병해 탄생했고 합병에 의한 성립 이전부터 마쓰야마시의 베드타운으로 인구가 증가하여 특히 구 시게노부정 지역은 옛날부터 살아 온 주민과 전입 온 지 얼마 안된 주민이 반반이라고 한다.

## 지리
마쓰야마 평야의 동단에 위치한다. 마쓰야마시 동부와 인접하고 동쪽은 사쿠라산리를 경계로 사이조시, 남쪽은 사라가미네 연봉을 경계로 구마코겐정, 북쪽은 다카나와 산지를 경계로 이마바리시와 접한다. 시내를 시게노부강이 가로지른다.

## 역사
- 1889년 12월 15일 - 정촌제 시행으로 구메군 가와카미촌·기타요시이촌, 시모케나군 미우치촌·미나미요시이촌·하이시촌, 슈소군 나카가와촌·사쿠라기촌이 성립하였다.
- 1897년 4월 1일 - 군 통합과 함께 가와카미촌, 기타요시이촌, 미우치촌, 미나미요시이촌, 하이시촌이 온센군 소속이 되었다.
- 1955년 4월 25일 - 가와카미촌, 미우치촌이 합병해 가와우치촌이 되었다.
- 1955년 7월 20일 - 나카가와촌과 사쿠라기촌이 합병해 나카가와촌이 되었다.
- 1956년 9월 1일 - 기타요시이촌, 미나미요시이촌, 하이시촌이 합병해 시게노부정이 되었다.
- 1956년 9월 1일 - 가와우치촌, 슈소군 나카가와촌의 일부가 합병해 가와우치정이 되었다.
- 1956년 9월 30일 - 단바라정의 일부를 가와우치정에 편입하였다.
- 2004년 9월 21일 - 시게노부정, 가와우치정이 합병해 도온시가 되어 현재에 이른다.

## 경제
수도, 보리, 야채, 화훼, 귤 등 농업이 중심이다. 고속도로나 우회도로 등 간선도로가 발달하여 중소 영세 기업의 공장과 식품 가공 시설도 많다. 봉급 생활자가 대부분이고 에히메 대학 의학부 부속병원도 있는 관계로 의료 종사자도 많이 거주하여 농촌 지대이지만 수치상으로는 평균 소득이 높다. 다만 구 농촌부에서는 소득이 낮고 지역 격차가 크다.

## 교통

### 철도
- 이요 철도 요코가와라선

### 도로
- 마쓰야마 자동차도
- 국도 제11호선
- 국도 제494호선

## 인구
| 연도 | 인구   | ±%     |
| ---- | ------ | ------ |
| 1960 | 25,533 | —      |
| 1970 | 23,369 | −8.5%  |
| 1980 | 29,276 | +25.3% |
| 1990 | 31,753 | +8.5%  |
| 2000 | 34,701 | +9.3%  |
| 2010 | 35,280 | +1.7%  |